# Колубарская битва
Колубарская битва (сербохорв. Колубарска битка / Kolubarska bitka, 16 ноября — 15 декабря 1914 года) — крупнейшее сражение Первой мировой войны на Балканах, завершившееся освобождением Белграда и изгнанием австро-венгерских войск из Сербии.
Неожиданная победа сербов побудила германского императора Вильгельма II лично поздравить с успехом своего противника — начальника Генерального штаба Сербии Радомира Путника.

## Расстановка сил перед сражением

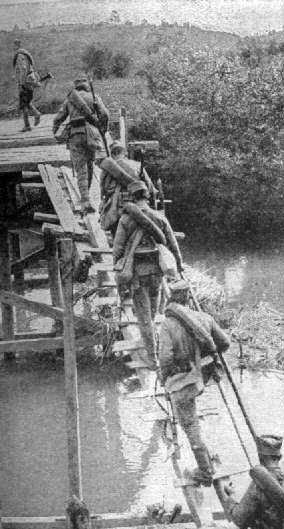
Сербские солдаты во время битвы на Колубаре

После битвы на Дрине сербская армия была вынуждена отступить на правый берег реки Колубары, имея в своём составе 250 тыс. плохо экипированных солдат, тогда как австрийские войска численностью в 280 тыс. ни в чём не нуждались.
- 16 ноября 1914 года австро-венгерская балканская группировка (5-я и 6-я армии, всего 140 тыс. человек[6]) под командованием фельдцейхмейстера Оскара Потиорека начала массированную атаку на позиции сербов. Целью наступления был захват железнодорожной ветки Обреновац-Валево для улучшения снабжения войск на сербском фронте. 5-й австро-венгерской армии удалось захватить Лазаревац, оттеснив 2-ю сербскую армию.
- В свою очередь, 6-я армия 24 ноября захватила стратегическую высоту, гору Мальен около Дивчибаре, обострив тем самым ситуацию для сербов на левом фланге.
- 25 ноября 5-й армии удалось оттеснить 2-ю и 3-ю сербские армии и перейти реку Лъег, войдя во фланг 1-й сербской армии.

Видя безысходность положения, генерал Живоин Мишич решил покинуть позиции и отступить до города Горни-Милановац. Он хотел отложить неминуемое сражение, перегруппировать войска и со свежими силами начать контратаку. Воевода (фельдмаршал) Радомир Путник первоначально не одобрил план генерала Мишича, так как это грозило потерей Белграда. Однако, действительность убедила фельдмаршала последовать плану Мишича.
30 ноября сербские войска оставили Белград. Оскар Потиорек решился смять 2-ю сербскую армию на своём правом фланге, и тем самым оголил свои позиции, посчитав, что ослабленная 1-я сербская армия ничего не будет предпринимать на фронте. Оскар Потиорек не дал войскам передышки и они были окончательно истощены, тогда как сербы отдыхали и готовились к контрнаступлению.

## Контрнаступление

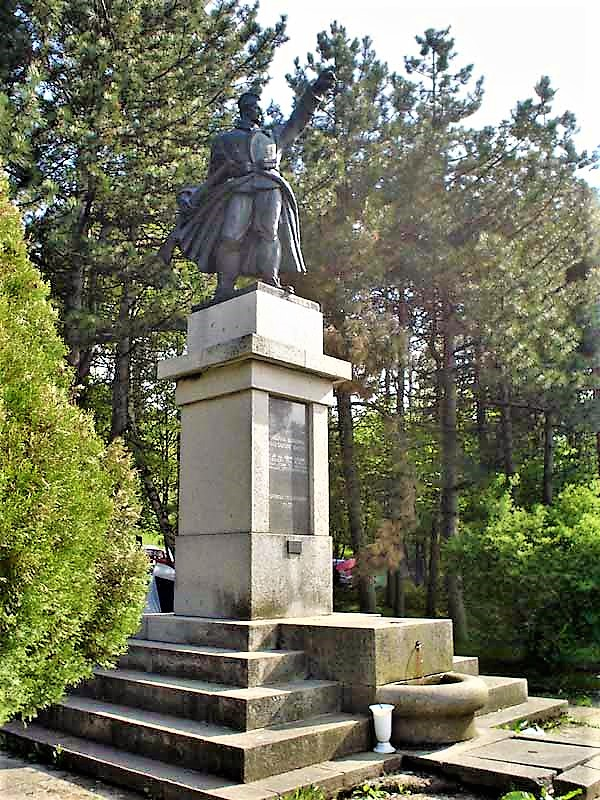
Памятник 1300 капралам
1-й сербской армии

3 декабря 1914 года Радомир Путник отдал приказ о всеобщем наступлении сербской армии. Благодаря растянутости австро-венгерских войск, сербы один за другим начали разбивать корпуса 6-й армии, захватив 5 декабря стратегическую высоту, гору Сувобор. Хотя наступление на других участках фронта было не столь впечатляющим, Оскар Потиорек приказал отступить на левый берег Колубары, чтобы организовать массированную атаку на 2-ю сербскую армию. Последовавшие атаки и штурмы сербских позиций не были успешными. Получив подкрепления, сербы разгромили 8-й корпус 5-й армии, чем заставили австро-венгерские части оставить Белград и 15 декабря сербские войска вступили в столицу.
Сербские войска одержали очень важную победу, так как 10 последующих месяцев Сербия не была ареной крупных сражений. Потери Сербии за весь 1914 год были колоссальными — 170 000 солдат и офицеров и никакой надежды на помощь союзников.